# Badjimza
Bajimzà (àrab: بجمزا, Bajimzā) fou una vila al nord-est de Bagdad que va existir en temps dels califes abbàssides.
Era un petit llogaret que fou famós únicament per la victòria que a la seva rodalia va obtenir el 1154 el califa al-Muktafí sobre l'exèrcit dels seljúcides del sultà Muhammad II dirigits per Alp Kush Kun-i Khar.